# Bitlis (provincie)
Bitliská provincie je území v Turecku ležící ve východní Anatolii. Rozkládá se na ploše 6 707 km2 a na konci roku 2009 zde žilo 328 489 obyvatel. Hlavním městem je Bitlis, dalším velkým městem je Tatvan.

## Geografie
Provincie je ze 70 % tvořena horami, jejichž nadmořská výška zpravidla přesahuje 2000 m. Nejvyššími horami jsou Süphan Dağı (4058 m) při hranici s provincií Ağrı, vulkán Nemrut (3050 m) a Ziyaret Dağı (2540 m).
Kromě Vanského jezera se na vrcholu vulkánu Nemrut nachází další sopečné jezero.

## Administrativní členění
Provincie Bitlis se administrativně člení na 7 distriktů:
- Adilcevaz, (kurdsky Elcewaz)
- Ahlat, (kurdsky Xelat)
- Bitlis, (kurdsky Bilîs)
- Güroymak, (kurdsky Norşin)
- Hizan, (kurdsky Vestan)
- Mutki, (kurdsky Motki)
- Tatvan, (kurdsky Tetwan)